# Joseph Baldwin
Joseph Baldwin, pseudonimo di Joseph Michael Baldwin D'Albora (New York, 18 maggio 1970), è un attore, regista e produttore cinematografico statunitense.

## Biografia
Di origini italiane, è membro della nota famiglia di attori e musicisti Baldwin.

## Carriera
Ha iniziato recitando in teatro nella metà degli anni 1990, dopodiché si è dedicato al cinema e alla televisione, sia come attore che come produttore.

## Filmografia parziale

### Cinema

#### Attore
- Iceman, regia di Kate Judge (1999)
- Imprevisti di nozze, regia di Steven Feder (2000)
- Blowtorch, regia di Kevin Breslin (2016)
- Fuoco assassino 2, regia di Gonzalo López-Gallego (2019)

### Televisione
- 2000 - Code Name: Eternity

### Produttore cinematografico
- 2000 - South Tunnel
- 2004 - Race for Glory: The Story of Drill Team Racing

## Doppiatori italiani
- Stefano Crescentini in Code Name: Eternity
- Luigi Ferraro in Iceman
- Gianfranco Miranda in Fuoco assassino 2